# Bill Walton

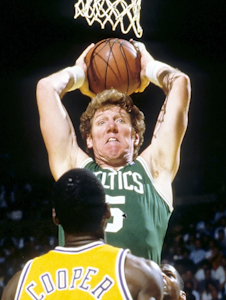
Bill Walton podczas spotkania z Lakers

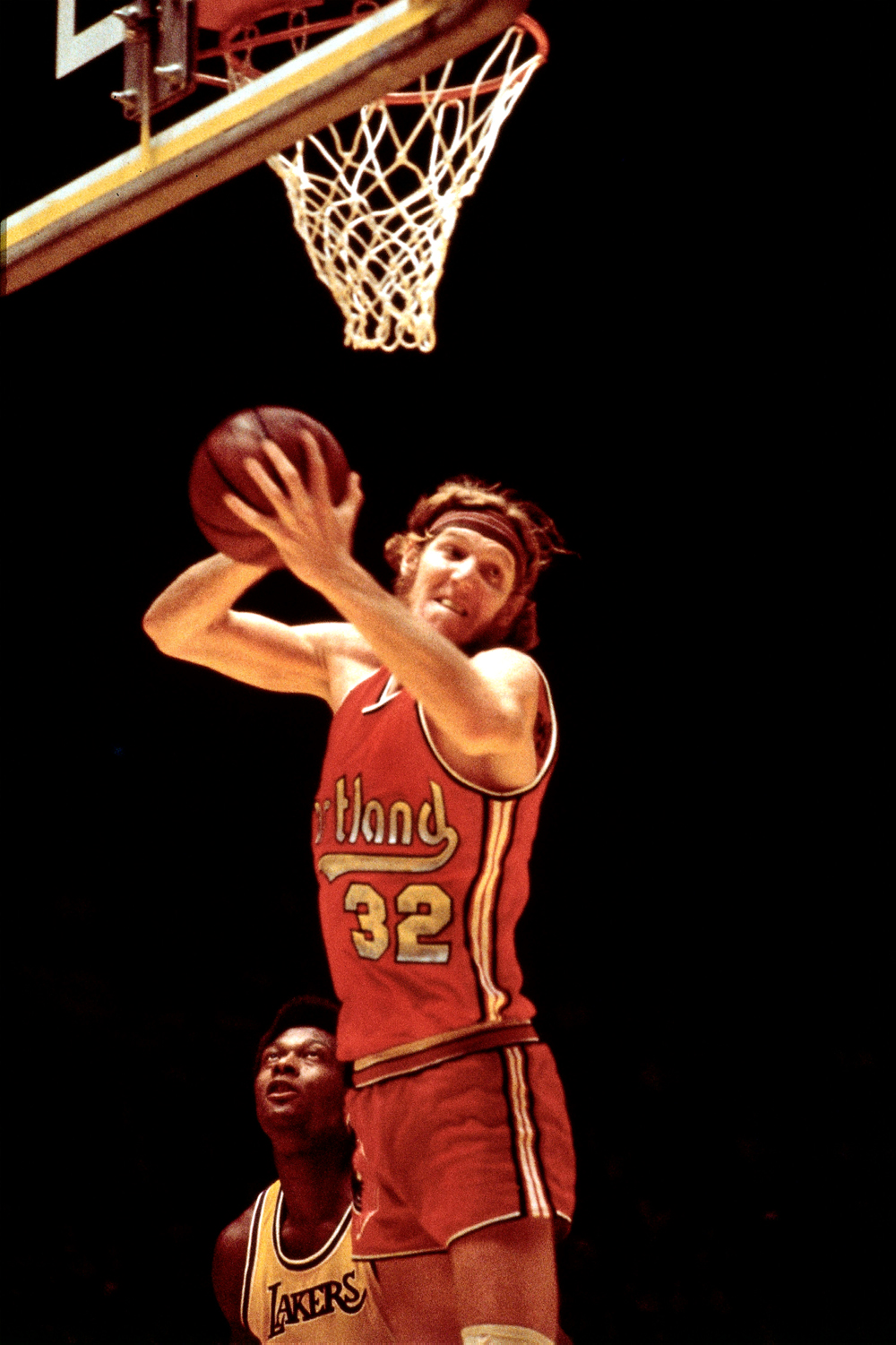
Walton w barwach Portland Trail Blazers, w 1975 roku.

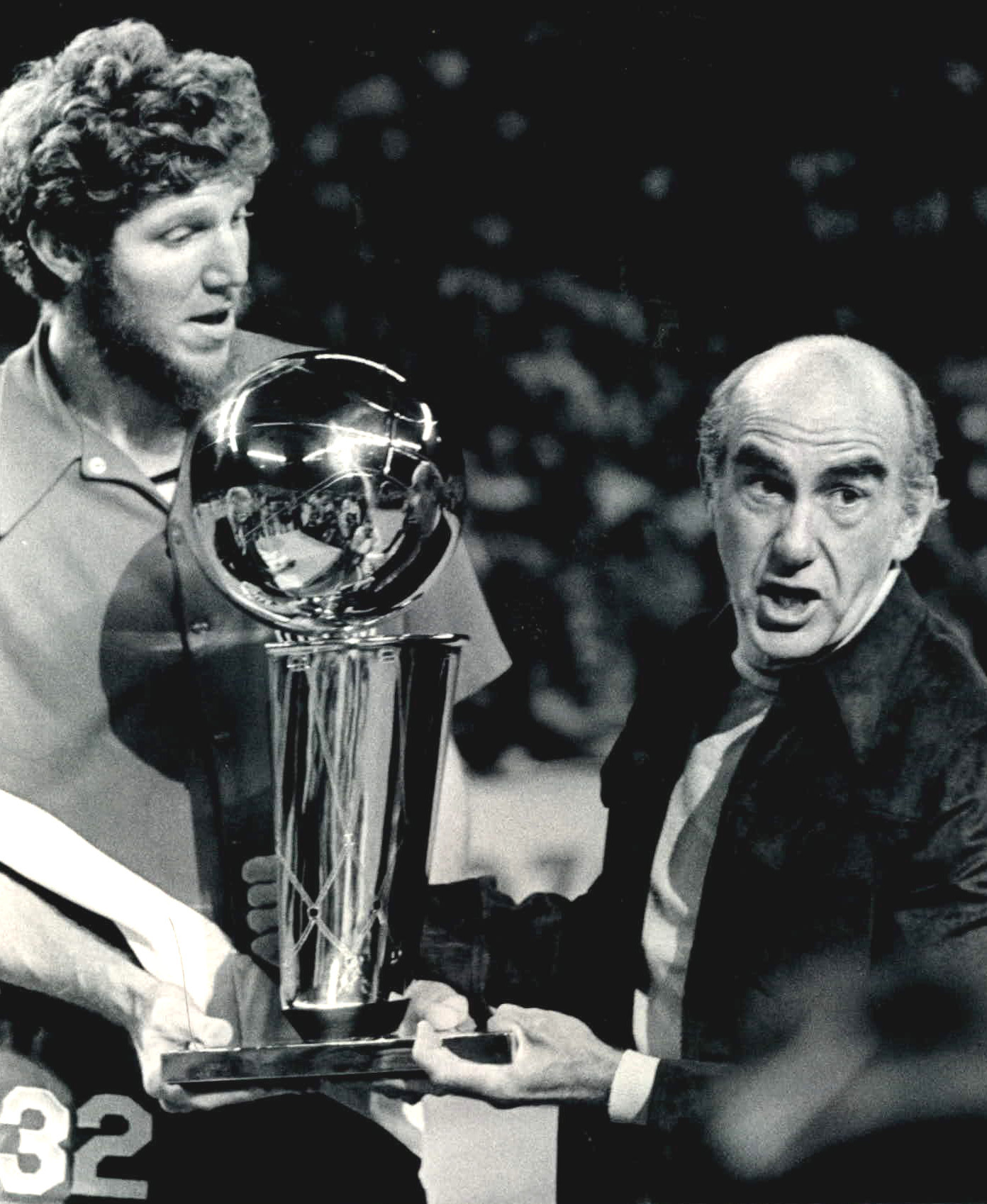
Walton i trener Blazers Jack Ramsay trzymający trofeum mistrzów NBA (1977).

Bill Walton, właśc. William Theodore Walton III (ur. 5 listopada 1952 w La Mesa, zm. 27 maja 2024 w San Diego) – amerykański koszykarz występujący na pozycji środkowego, dwukrotny mistrz NBA, członek Koszykarskiej Galerii Sław.

## Życiorys
Mierzący 211 cm wzrostu koszykarz studiował na UCLA (dwa tytuły mistrza NCAA). Do NBA został wybrany z 1. numerem w drafcie 1974 przez Portland Trail Blazers.
Trail Blazers zdobyli w 1977 swe jedyne mistrzostwo, a on sam otrzymał nagrodę dla najlepszego gracza finałów. Zajął też drugie miejsce w głosowaniu na MVP fazy zasadniczej. Rok później został już wybrany MVP sezonu zasadniczego. Zawodnik zasłynął tym, że jako środkowy był dobry we wszystkich elementach gry.  
W Portlandzie grał do 1979, kiedy to został koszykarzem San Diego Clippers (w 1984 przeniesionych do Los Angeles). Nie odniósł w tym klubie większych sukcesów i w 1985 odszedł do Boston Celtics, jednej z najsilniejszych drużyn tamtych czasów. W 1986 zdobył swój drugi tytuł mistrzowski i otrzymał nagrodę dla najlepszego rezerwowego. Karierę zakończył w 1987.
Mimo iż był graczem bardzo podatnym na kontuzje, uchodzi za jednego z najwybitniejszych środkowych w historii ligi. W 1993 został wprowadzony do Basketball Hall of Fame. W 1996 znalazł się wśród 50 najlepszych graczy występujących kiedykolwiek w NBA.
Po zakończeniu kariery sportowej zajął się komentowaniem spotkań NBA. W latach 1990–2002 pracował dla stacji NBC, później natomiast dla ABC/ESPN (2002–2009). Przez 2 lata był także komentatorem spotkań Sacramento Kings (2010–2012). Od sezonu 2012-13 relacjonował spotkania NCAA dla sieci ESPN.
Jest jednym z ponad 40 zawodników w historii, którzy zdobyli zarówno mistrzostwo NCAA, jak i NBA w trakcie swojej kariery sportowej.
Jego synem jest Luke Walton, były gracz NBA. 
W 1996 wystąpił w filmie Chluba Boston Celtics.

## Osiągnięcia
Na podstawie, o ile nie zaznaczono inaczej.

### NCAA
- Mistrz:
  - NCAA (1972, 1973)
  - sezonu regularnego konferencji PAC-8 (1972–1974)
- Uczestnik Final Four NCAA (1972–1974)
- Most Outstanding Player (MOP=MVP) turnieju Final Four NCAA (1972, 1973)[13]
- Koszykarz Roku:
  - NCAA:
    - im. Naismitha (1972–1974)[14]
    - według:
      - Helms Foundation (1972, 1973)[15]
      - Sporting News (1972–1974)[16]
      - Associated Press (1972, 1973)[17]
      - United Press International (1972–1974)[18]
      - United States Basketball Writers Association (1972–1974)[19]

    - Adolph Rupp Trophy (1972–1974)[20]
- Zaliczony do:
  - I składu:
    - All-American (1972–1974)
    - NCAA Final Four (1972–1974 przez Associated Press)[21]
    - Pac-8 (1972–1974)

  - Galerii Sław Sportu uczelni UCLA
  - Akademickiej Galerii Sław Koszykówki (2006)[22]
- Zespół UCLA Bruins zastrzegł należący do niego w numer 32

### NBA
- dwukrotny mistrz NBA (1977, 1986)[23]
- Wicemistrz NBA (1987)[23]
- MVP:
  - sezonu zasadniczego NBA (1978)[24]
  - finałów NBA (1977)[23]
- 2-krotnie powoływany do udziału w meczu gwiazd NBA (1977–1978)[25]. Z powodu kontuzji nie wystąpił w 1977 roku[26].
- Wybrany do:
  - I składu:
    - NBA (1978)[27]
    - defensywnego NBA (1977, 1978)[28]

  - II składu NBA (1977)[27]
  - grona 50 Najlepszych Zawodników w Historii NBA (NBA’s 50th Anniversary All-Time Team – 1996)[6]
  - składu najlepszych zawodników w historii NBA, wybranego z okazji obchodów 75-lecia istnienia ligi (2021)[29]
- Zdobywca nagrody – Najlepszego rezerwowego sezonu (1986)[30]
- Lider NBA w:
  - zbiórkach (1977)[31]
  - blokach (1977)[32]
- Klub Blazers zastrzegł należący do niego w numer 32[33]
- Członek:
  - Galerii Sław Sportu stanu Oregon (1993)
  - Koszykarskiej Galerii Sław im. Jamesa Naismitha (Naismith Memorial Basketball Hall Of Fame – 1993)[5]

### Reprezentacja
- Uczestnik mistrzostw świata (1970 – 5. miejsce)[34]

### Inne
- Laureat James E. Sullivan Award (1973)